# Rüdiger Krause (Rechtswissenschaftler)
Rüdiger Krause (* 30. Juli 1961 in Faßberg) ist ein deutscher Jurist und Hochschullehrer.

## Leben
Rüdiger Krause studierte von 1981 bis 1987 Rechtswissenschaften an der Freien Universität Berlin und der Georg-August-Universität Göttingen und absolvierte 1987 das erste juristische Staatsexamen. Von 1988 bis 1990 war er Rechtsreferendar im Bezirk des Oberlandesgerichts Celle und bestand 1990 das zweite juristische Staatsexamen.
Danach war er von 1991 bis 2001 am Institut für Arbeitsrecht der Georg-August-Universität Göttingen, zunächst als wissenschaftlicher Mitarbeiter und später als Akademischer Rat auf Zeit tätig. 1994 wurde er mit der Schrift Rechtskrafterstreckung im kollektiven Arbeitsrecht zum Dr. jur. promoviert. 2001 wurde ihm aufgrund der Habilitation mit der Schrift Mitarbeit in Unternehmen die Lehrbefugnis für Bürgerliches Recht, Zivilprozessrecht, Arbeitsrecht sowie Handels- und Wirtschaftsrecht verliehen.
Nach Lehrstuhlvertretungen in Regensburg und Gießen erhielt Krause 2002 Rufe an die Justus-Liebig-Universität Gießen und die Friedrich-Alexander-Universität Erlangen-Nürnberg. Von 2003 bis 2006 war er Professor für Bürgerliches Recht, Handels-, Gesellschafts- und Arbeitsrecht, Internationales Privatrecht sowie Rechtsvergleichung an der Friedrich-Alexander-Universität Erlangen-Nürnberg. Im Jahr 2005 erhielt er einen Ruf an die Georg-August-Universität Göttingen, dem er 2006 folgte und seitdem den dortigen Lehrstuhl für Bürgerliches Recht und Arbeitsrecht innehat.
Rufe an die Universität Osnabrück (2006) und die Freie Universität Berlin (2015) lehnte er ab. Krause wurde von der Harvard Law School als Mitglied einer International Advisory Group berufen, die bis 2020 Politikempfehlungen für eine rechtliche Neuordnung des Ausgleichs von Arbeitgeber- und Arbeitnehmerinteressen in den USA entwickeln soll.

## Schriften

### Monographien
- Rechtskrafterstreckung im kollektiven Arbeitsrecht. Ein Beitrag zur Lehre parteiübergreifender Entscheidungswirkungen sowie zum kollektiven Rechtsschutz im Arbeitsrecht (= Schriften zum Sozial- und Arbeitsrecht. 143). Duncker und Humblot, Berlin 1996, ISBN 3-428-08529-9 (Zugleich: Göttingen, Universität, Dissertation, 1994).
- Mitarbeit in Unternehmen. Tätigkeitsverhältnisse im Spannungsfeld von Gesellschafts-, Dienstvertrags- und Arbeitsrecht (= Jus privatum. 70). Mohr Siebeck, Tübingen 2002, ISBN 3-16-147797-9 (Zugleich: Göttingen, Universität, Habilitationsschrift, 2000/2001)
- Arbeitsrecht. Nomos, Baden-Baden 2005, ISBN 3-8329-1234-7 (4. Auflage. ebenda 2020, ISBN 978-3-8487-3860-1).
- Digitalisierung der Arbeitswelt. Herausforderungen und Regelungsbedarf. Gutachten B zum 71. Deutschen Juristentag (= Verhandlungen des 71. Deutschen Juristentages Essen 2016. Deutscher Juristentag. Teil B, Band 1: Gutachten.). Beck, München 2016, ISBN 978-3-406-68523-1.

### Herausgeberschaften
- AGB-Arbeitsrecht, Kommentar, 2. Auflage, 2019. (gemeinsam mit Susanne Clemens und Burghard Kreft)